# Ponto Larsen
O Ponto Larsen (54° 12′ S, 36° 30′ O) é um promontório que forma o lado oeste da entrada para a Baía de Cumberland na costa norte da Geórgia do Sul. Recebeu o nome do Capitão C.A. Larsen, que visitou a Baía de Cumberland no Jason em 1893-94.